# Lahti
Lahti [ˈlɑhti] (schwedisch Lahtis) (von finnisch lahti ‚Bucht‘) ist die achtgrößte Stadt Finnlands. Sie liegt ungefähr 100 km nördlich von Helsinki in der Landschaft Päijät-Häme am See Vesijärvi. Lahti war 2021 Grüne Hauptstadt Europas.

## Geschichte
Erst im Jahre 1905 erhielt das bereits 1443 erwähnte Lahti das Stadtrecht. Durch den Bau der Eisenbahn von Helsinki nach Sankt Petersburg im Jahre 1870 und durch die Ansiedlung von Flüchtlingen im Winterkrieg 1940 wuchs die Stadt im 20. Jahrhundert rasch an. Seit 1923 finden in Lahti die berühmten Lahti-Skispiele statt, bei denen Langlauf und Skispringen den Mittelpunkt bilden. Im Winterkrieg fanden mehrere sowjetische Luftangriffe auf Lahti statt, der schwerste am 2. März 1940, als 70 Häuser zerstört wurden. Auch im Fortsetzungskrieg flog die Sowjetunion verschiedene Luftangriffe auf die Stadt, die insgesamt 23 Todesopfer unter der Zivilbevölkerung forderten, außerdem wurden 1,8 % der Wohnungen zerstört und 5,3 % schwer beschädigt.
Lahti war bis 1993 Standort eines großen Rundfunksenders für Langwelle sowie zeitweise auch Kurzwelle, des Langwellensenders Lahti. Als Antenne diente eine an zwei im Jahre 1927 errichteten 150 Meter hohen freistehenden Stahlfachwerktürmen aufgehängte T-Antenne. Heute ist diese Anlage stillgelegt und beherbergt ein Rundfunkmuseum.
Am 1. Januar 2016 wurde Nastola eingemeindet, wodurch sich die Stadtfläche mehr als verdreifachte.
Entwicklung der Einwohnerzahl (je zum 31. Dezember):
| 1906–1955 - 1906: 02.779 - 1910: 05.996 - 1925: 08.315 - 1940: 24.757 - 1945: 33.725 - 1950: 43.571 - 1955: 48.112 | 1960–1987 - 1960: 65.210 - 1965: 79.829 - 1970: 88.393 - 1975: 94.862 - 1980: 94.767 - 1985: 94.447 - 1987: 93.671 | 1990–2003 - 1990: 93.151 - 1997: 95.854 - 1999: 96.666 - 2000: 96.921 - 2001: 97.543 - 2002: 97.968 - 2003: 98.253 | 2004–2022 - 2004: 098.281 - 2005: 098.413 - 2006: 098.766 - 2007: 099.308 - 2008: 100.080 - 2009: 100.854 - 2012: 103.065 - 2022: 120.175 |

## Kultur und Sehenswürdigkeiten
Das Lahti-Sinfonieorchester (Sinfonia Lahti) unter dem Dirigenten Okko Kamu zählt zu den Spitzenorchestern der nordischen Länder. Es residiert in der Sibelius-Halle (finn. Sibelius-Talo) in Lahti, welche von den jungen finnischen Architekten Hannu Tikka und Kimmo Lintula entworfen wurde. Im Frühjahr 2000 wurde die Sibelius-Halle eröffnet. Sie gilt auf Grund der hervorragenden Akustik als einer der besten Konzertsäle Nordeuropas.
Weiterhin sind der Marktplatz, der das Zentrum der Stadt bildet, das Rathaus von Lahti, sowie die an der Kirkkokatu gelegene „Kirche des Kreuzes“, 1978 erbaut von Alvar Aalto, sehenswert. Am See Pikku Vesijärvi im Nordwesten der Stadt befindet sich ein kleiner künstlicher See, an dem zweimal täglich Wasserspiele zu klassischer Musik stattfinden.
Das Rundfunkmuseum befindet sich auf dem Gelände der einstigen Langwellen-Sendeanlage. Die beiden weithin sichtbaren Sendetürme sind Teil des Museums.

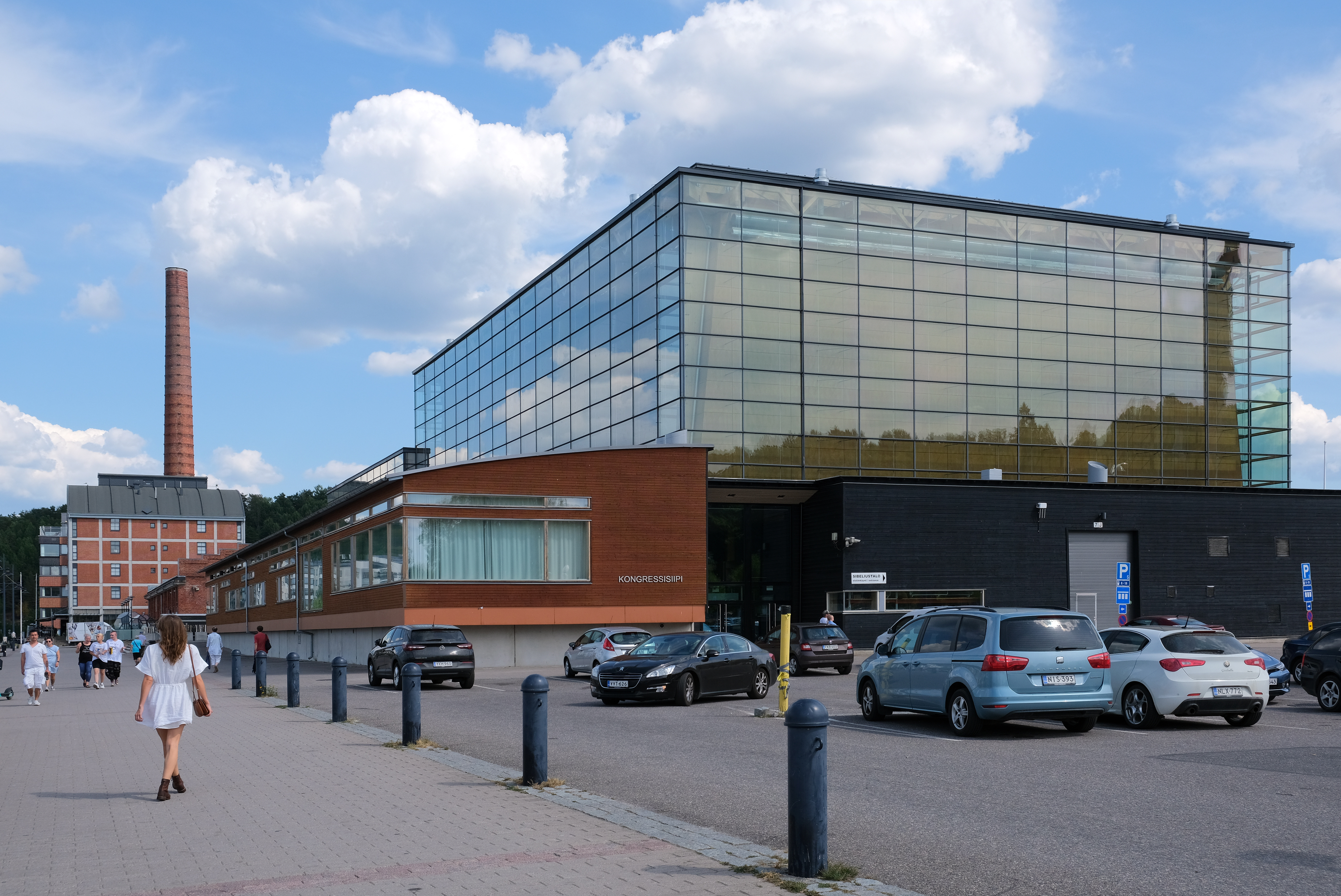
Sibelius-Halle in Lahti
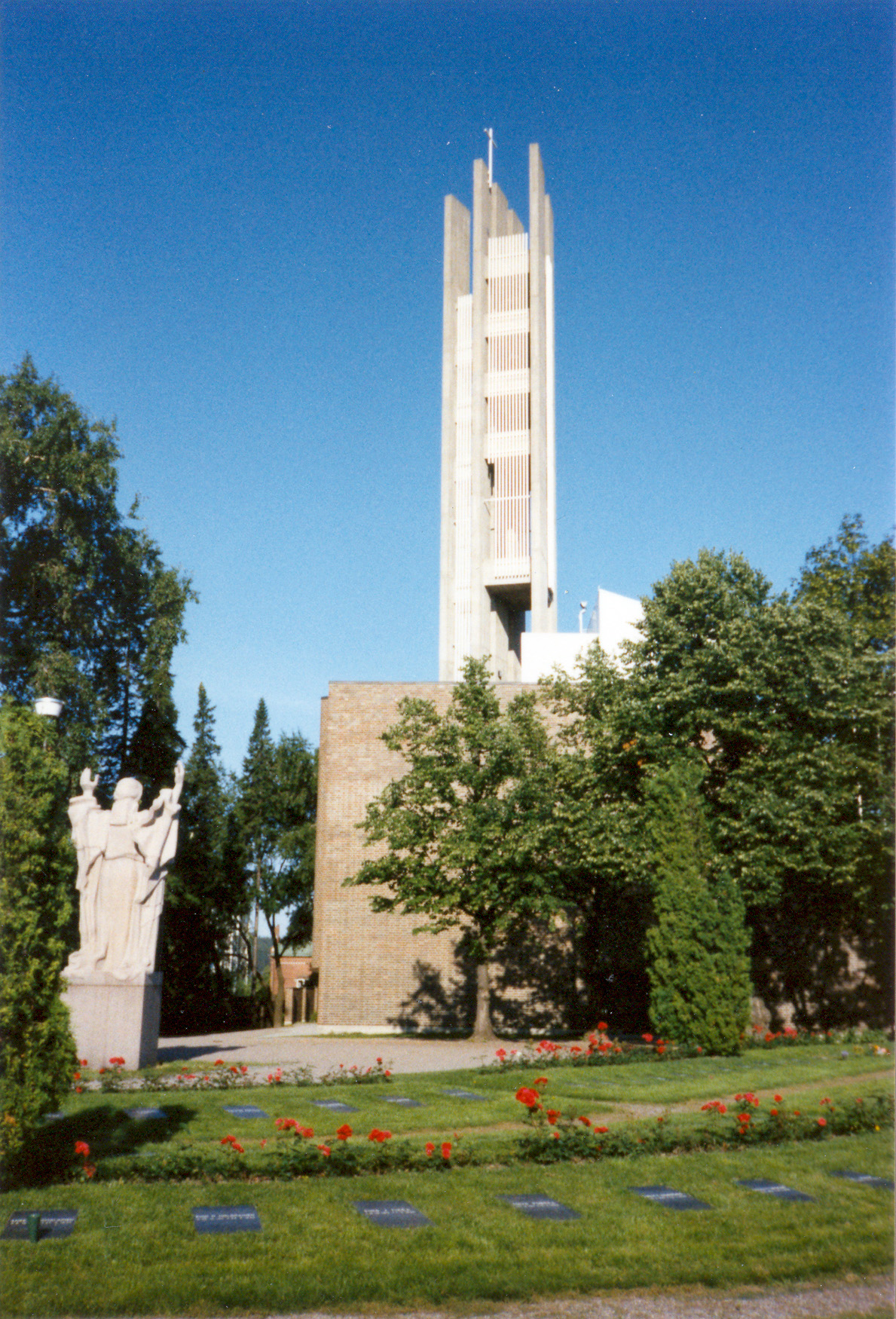
Kirche von Alvar Aalto
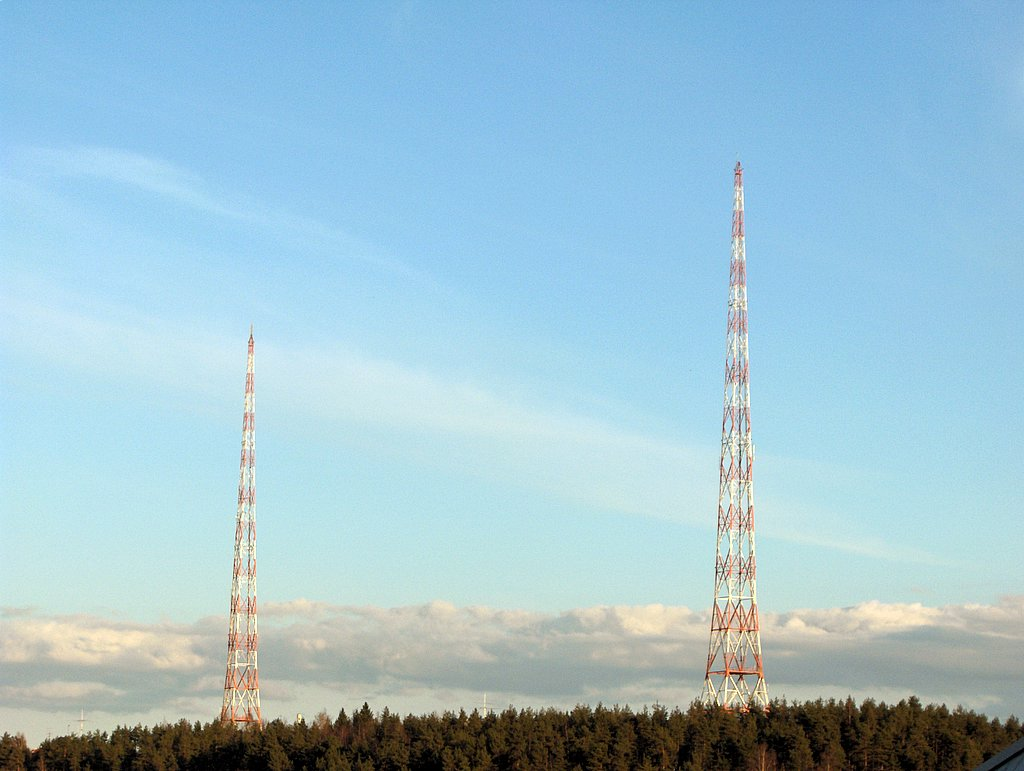
Die Sendetürme des Rundfunkmuseums

## Politik

### Gemeinderat
Bei den Kommunalwahlen am 13. Juni 2021 wurde die Sozialdemokratische Partei mit 16 Sitzen stärkste Fraktion im Gemeinderat (insgesamt 59 Abgeordnete), gefolgt von der Sammlungspartei mit 13 Sitzen. Auch die Basisfinnen gehören mit 10 Sitzen zu den größeren Fraktionen. Vier weitere Parteien sind mit fünf bis drei Sitzen vertreten. Die Liste Pro Lahti konnte auf Anhieb fünf Sitze gewinnen.
| Partei                     | Stimmenanteil | +/− %p | Sitze | +/− | Sitzverteilung 2022–2025                                                                            |
| -------------------------- | ------------- | ------ | ----- | --- | --------------------------------------------------------------------------------------------------- |
| Sozialdemokratische Partei | 24,9 %        | − 5,6  | 16    | − 3 | Insgesamt 59 Sitze - VAS: 3 - SDP: 16 - VIHR: 5 - KESK: 4 - Pro Lahti: 5 - KOK: 13 - KD: 3 - PS: 10 |
| Nationale Sammlungspartei  | 21,8 %        | − 1,6  | 13    | − 1 | Insgesamt 59 Sitze - VAS: 3 - SDP: 16 - VIHR: 5 - KESK: 4 - Pro Lahti: 5 - KOK: 13 - KD: 3 - PS: 10 |
| Basisfinnen                | 16,8 %        | + 7,8  | 10    | + 5 | Insgesamt 59 Sitze - VAS: 3 - SDP: 16 - VIHR: 5 - KESK: 4 - Pro Lahti: 5 - KOK: 13 - KD: 3 - PS: 10 |
| Grüner Bund                | 07,9 %        | − 3,5  | 05    | − 2 | Insgesamt 59 Sitze - VAS: 3 - SDP: 16 - VIHR: 5 - KESK: 4 - Pro Lahti: 5 - KOK: 13 - KD: 3 - PS: 10 |
| Finnische Christdemokraten | 06,1 %        | − 0,8  | 03    | − 1 | Insgesamt 59 Sitze - VAS: 3 - SDP: 16 - VIHR: 5 - KESK: 4 - Pro Lahti: 5 - KOK: 13 - KD: 3 - PS: 10 |
| Zentrumspartei             | 06,0 %        | − 1,1  | 04    | ± 0 | Insgesamt 59 Sitze - VAS: 3 - SDP: 16 - VIHR: 5 - KESK: 4 - Pro Lahti: 5 - KOK: 13 - KD: 3 - PS: 10 |
| Linksbündnis               | 05,0 %        | − 1,6  | 03    | − 1 | Insgesamt 59 Sitze - VAS: 3 - SDP: 16 - VIHR: 5 - KESK: 4 - Pro Lahti: 5 - KOK: 13 - KD: 3 - PS: 10 |
| Pro Lahti                  | 08,5 %        | + 8,5  | 05    | + 5 | Insgesamt 59 Sitze - VAS: 3 - SDP: 16 - VIHR: 5 - KESK: 4 - Pro Lahti: 5 - KOK: 13 - KD: 3 - PS: 10 |

Die Wahlbeteiligung lag bei 51,1 %.

### Europa
Im Oktober 2006 trafen sich die EU-Staats- und Regierungschefs zum Gipfeltreffen in Lahti, um über Energiesicherheit und die Verbesserung der Innovationsfähigkeit der Union zu reden.

### Wappen
Beschreibung: In Silber ein schwarzes siebenspeichiges Rad mit ebenso vielen roten Schneiden besetzter Umfang.

## Wirtschaft
Lahti ist ein bedeutender Industriestandort für die Möbel-, Textil- und Glasproduktion. Ebenfalls ist dort eine der größten Brauereien/Getränkehersteller Finnlands (Hartwall) ansässig.

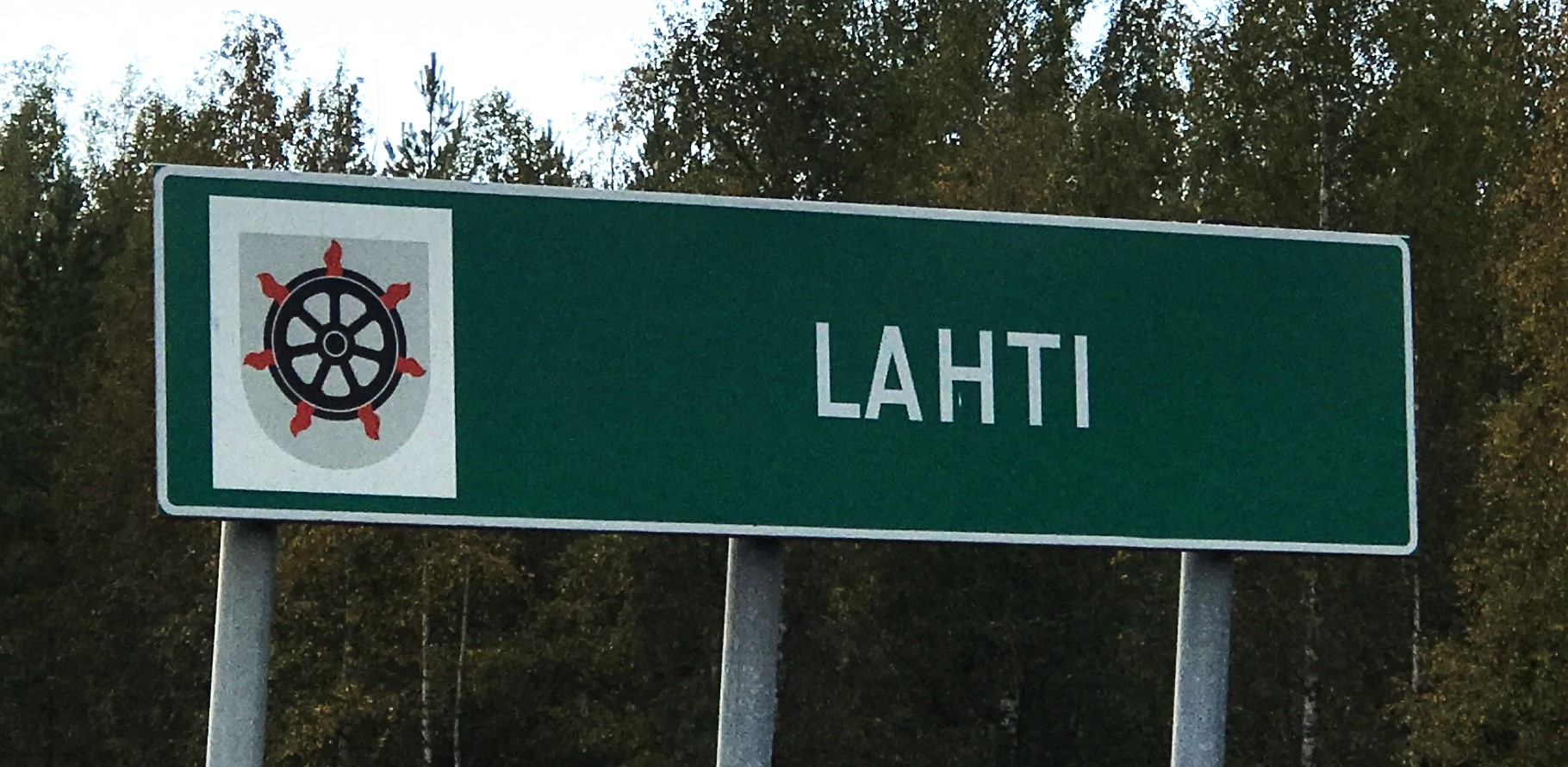
Ortseingangsschild von Lahti

## Verkehr

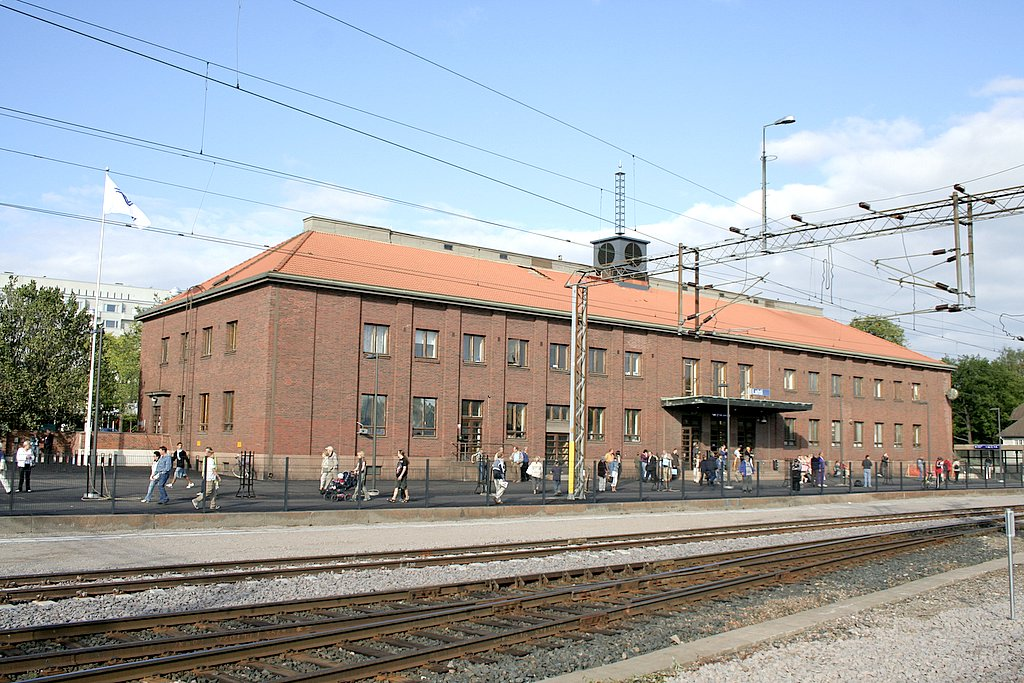
Bahnhof Lahti

Der Bahnhof Lahti, erbaut 1935, wird von den Linien 13 (Helsinki – Kajaani) und 14 (Helsinki – Joensuu) der staatlichen Eisenbahngesellschaft VR-Yhtymä angefahren. Ferner ist er Endstation der Linie Z des Schienennahverkehrs in der Region Helsinki. Die Fahrzeiten nach Helsinki betragen mit den Fernzügen 48 Minuten und mit den Nahverkehrszügen eine Stunde. Die Fahrzeit nach Sankt Petersburg, Russland, beträgt mit Allegro zwei Stunden und 40 Minuten.
Durch Lahti verläuft die Staatsstraßen 4 (Helsinki – Utsjoki), die Teil der Europastraße 75 (Vardø/Norwegen – Sitia/Kreta) ist. Sie kreuzt im Stadtgebiet die Staatsstraße 12 (Rauma – Kouvola). Hier beginnt die Staatsstraße 24 nach Jämsä.

## Sport

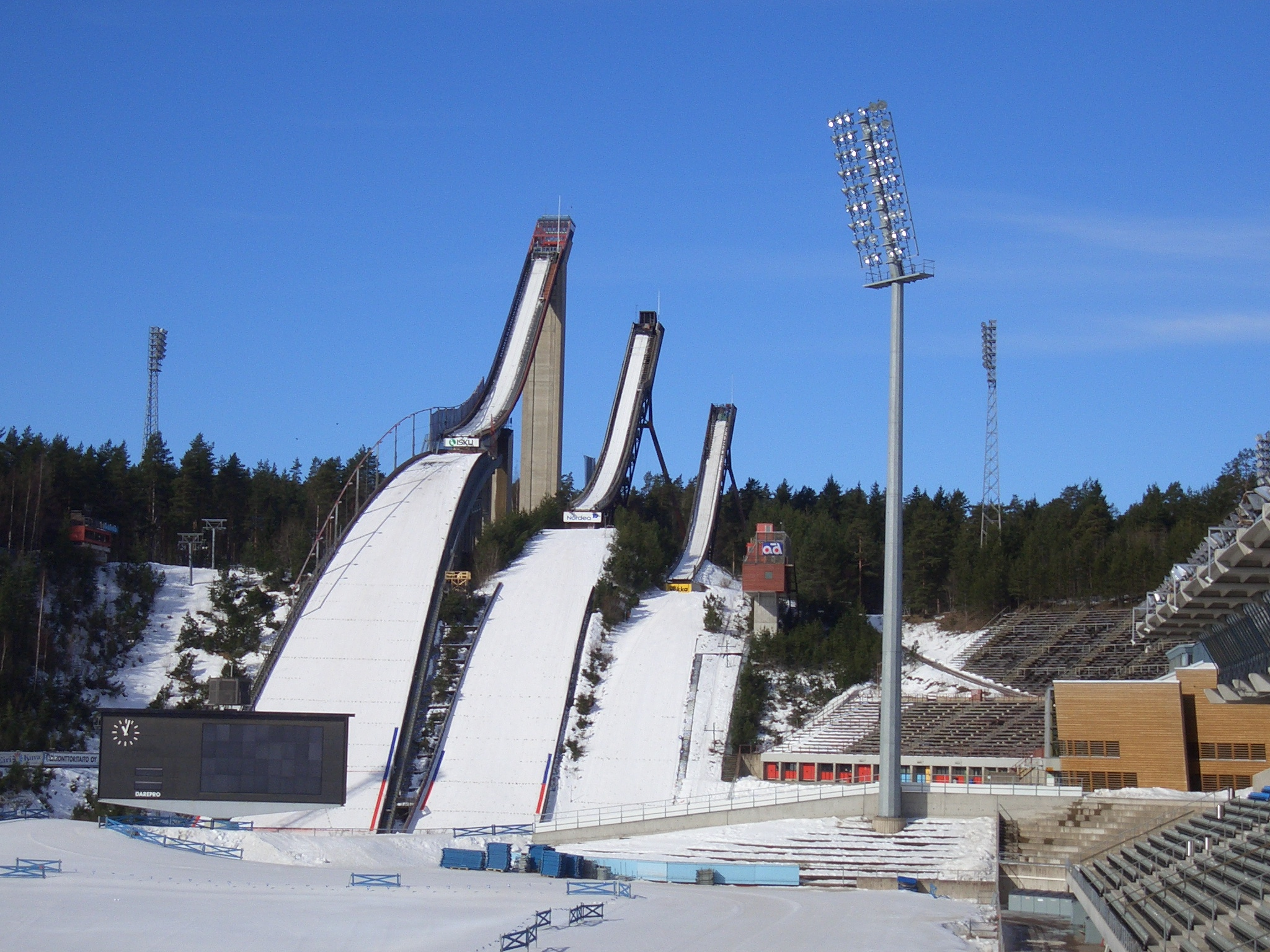
Die Salpausselkä-Schanzen in Lahti

Die Stadt ist ein bedeutendes Zentrum des nordischen Skisports. Da Lahti als „Sporthauptstadt“ Finnlands gilt, findet man im Westen der Stadt einen umfassenden Sportkomplex, wo sich unter anderem mit der Salpausselkä-Schanze drei große Skisprungschanzen befinden. Hier fanden bereits sieben Mal Nordische Skiweltmeisterschaften statt: 1926, 1938, 1958, 1978, 1989, 2001 und 2017. Das Skimuseum am Fuße der Schanzen beherbergt mehrere Simulatoren, mit denen man den Sprung von einer Schanze, ein Slalomrennen, Langlauf oder auch das Schießen beim Biathlon nachempfinden kann.
Die Stadt ist auch Heimat des finnischen Eishockeyclubs Pelicans, der in der obersten Liga spielt, und des Fußballclubs FC Lahti. In Lahti wurden 1997 die World Games ausgetragen, ein Sportwettbewerb von nicht-olympischen Sportarten.

## Partnerstädte
Lahti ist durch Städtepartnerschaften verbunden mit
- Västerås, Schweden, seit 1940
- Akureyri, Island, seit 1947
- Ålesund, Norwegen, seit 1947
- Randers, Dänemark, seit 1947
- Saporischschja, Ukraine, seit 1953
- Pécs, Ungarn, seit 1956
- Norberg, Schweden
- Garmisch-Partenkirchen, Deutschland, seit 1987
- Suhl, Deutschland, seit 1988
- Kaluga, Russland, seit 1994
- Narva, Estland, seit 1994
- Deyang, Volksrepublik China, seit 2000
- Wuxi, Volksrepublik China, seit 2011
- Tamsalu, Estland
- Grafschaft Worcestershire, Vereinigtes Königreich, seit 2000

## Söhne und Töchter der Stadt
- Janne Ahonen (* 1977), Skispringer
- Pasi Ahonen (* 1981), Skispringer
- Hannu Granberg (* 1990), Leichtathlet
- Veikko Heinonen (1934–2015), Skispringer
- Mikko Ilonen (* 1979), Profigolfer
- Esko Järvinen (1907–1976), Skisportler
- Mika Jukkara (* 1963), Skispringer und Sportfunktionär
- Jouni Kaitainen (* 1980), Nordischer Kombinierer
- Kalle Keituri (* 1984), Skispringer
- Joonas Kolkka (* 1974), Fußballspieler
- Eija-Riitta Korhola (* 1959), Politikerin
- Julia Kykkänen (* 1994), Skispringerin
- Ossi Laaksonen (1936–2016), Skispringer
- Pekka Lagerblom (* 1982), Fußballspieler
- Mari Lampinen (* 1971), Biathletin
- Ville Larinto (* 1990), Skispringer
- Tapio Laukkanen (* 1969), Rennfahrer
- Jari Litmanen (* 1971), Fußballspieler
- Toni Lydman (* 1977), Eishockeyspieler
- Hanna Mäntylä (* 1974), Politikerin
- Toni Nieminen (* 1975), Skispringer
- Pasi Nurminen (* 1975), Eishockeyspieler, -trainer und -funktionär
- Petri Pasanen (* 1980), Fußballspieler
- Jaana Pelkonen (* 1977), Moderatorin und Fotomodell
- Arttu Pohjola (* 2001), Skispringer
- Jari Puikkonen (* 1959), Skispringer
- Markku Pusenius (* 1964), Skispringer
- Kari Rahkamo (1933–2023), Dreispringer und Politiker (KOK)
- Santtu-Matias Rouvali (* 1985), Dirigent und Perkussionist
- Teemu Sippo (* 1947), römisch-katholischer Ordensgeistlicher, Bischof von Helsinki
- Ville Skinnari (* 1974), Politiker (SDP)
- Jimi Tenor (* 1965 als Lassi Lehto), Musiker
- Heta Tuuri (* 1995), Hochspringerin
- Sami Pajari (* 2001), Rallyefahrer
- Venla Pulkkanen (* 2002), Hochspringerin

Ferner stammt die Folk-Metal-Band Korpiklaani aus Lahti.

## Grüne Hauptstadt Europas 2021
Der Weg zur grünen Hauptstadt hat für Lahti mit der Reinigung und Sanierung vom See Vesijärvi in den 1970ern begonnen. Die Reinigung des Sees hat eine Grundlage für die Expertise und Forschung im Umweltbereich geschaffen. Das Projekt wurde zum Vorbild für viele Gewässersanierungen in Finnland.
Vision, Ziele und Initiativen im Rahmen grüne Hauptstadt Europas:
1. CO2-Neutralität bis 2025. Während sich das gesamte Land Finnland das Ziel gesetzt hat, bis 2035 CO2-neutral zu werden, möchte Lahti das Ziel dies bereits 2025 erreichen. Bisher hat es die Stadt bereits geschafft, das CO2-Niveau um 70 % zum Vergleichsjahr 1990 zu senken. Als erste Stadt der Welt ermöglicht Lahti seinen Bürgern einen persönlichen Mobilitäts-Emissionshandel (genannt CitiCAP – citizens’ cap and trade co-created). Auch die Produktion von umweltfreundlichen Energien wird gefördert. Seit 2019 wird nicht mehr mit Kohle geheizt, sondern mit recyceltem Brennstoff sowie nachwachsenden Rohstoffen wie regionalem, zertifiziertem Holz. Aktiv verfolgt werden auch Projekte zur nachhaltigen Nahrungsmittelproduktion und klimafreundlichen Bauwirtschaft.
2. Treibhausgase bis 2025 um 80 % reduzieren zum Vergleichsjahr 1990.
3. Abfallfreie Kreislaufwirtschaft bis 2050 schaffen. Im Moment werden bereits 99 % der Abfälle aus den Haushalten recycelt. 1⁄3 wird stofflich verwertet und aus 2⁄3 wird Energie gewonnen.
4. Schutz der Natur, des wertvollen Oberflächenwassers und der Grundwasser-Gebiete. Die Natur in Lahti ist zu 74 % mit Wald bedeckt und lädt zum Wandern ein. 11 % sind Wasserlandschaft. Lahti ist die einzige finnische Stadt, welche auf einem international bedeutenden Grundwasserkörper errichtet wurde. Das Niederschlagswasser wird auf natürliche Weise durch die Endmoräne Salpausselkä gereinigt. Es wird behauptet, Lahti hätte das beste Leitungswasser der Welt.
5. Nachhaltige Transportmöglichkeiten fördern: Laufen, Fahrradfahren, ÖPNV und Skifahren.

Die Beteiligung der Bevölkerung ist ein wichtiger Grundsatz der Stadt. Die Möglichkeiten der Bevölkerung teilzuhaben, Entscheidungen zu treffen und neue Ideen für Projekte einzubringen werden gefördert.